# Sezon na misia: Strach się bać
Sezon na misia: Strach się bać (ang. Open Season: Scared Silly) – amerykański film animowany z 2015 roku sequel produkcji z 2010 roku pt. Sezon na misia 3. W Polsce film został wydany na DVD i emitowany na kanale Puls 2 w 2021.

## Fabuła
Elliot opowiada historię ogniska o legendzie Wailu Wampusów Wilkołaka, który żyje w Lesie Narodowym Timberline. Udomowiony Boguś jest przerażony opowieścią i postanawia „wykarmić” swoją roczną letnią wyprawę, dopóki nie dowie się, że wilkołak zniknął. Zdeterminowany, aby pomóc Boguśowi pokonać swoje obawy, Elliot i ich leśni przyjaciele spotykają się, by odstraszyć strach Boguś i odkryć tajemnicę Wilkobójczego Wilkołaka Wampirów. Również Open Season ponownie się otworzyło, a ich stary wróg Shaw powrócił, aby polować na nich i złapać wilkołaka.

## Obsada
- Donny Lucas – Boguś
- William Townsend – Eliott / Mr. Weenie
- Melissa Sturm – Giselle
- Trevor Devall – Shaw